# Carles Pi i Sunyer
Carles Pi i Sunyer (Barcelona, 29 de febrer de 1888 - Caracas, Veneçuela, 15 de març de 1971) fou un enginyer industrial, economista, polític i escriptor català.

## Biografia
Va néixer el 29 de febrer de 1888 a la ciutat de Barcelona. Era fill de Jaume Pi i Sunyer i germà de Maria Pi i Sunyer, Santiago Pi i Sunyer i August Pi i Sunyer. Va ser alumne de l'IES Ramon Muntaner. Des de l'any 1915 exercí la docència a l'Escola Municipal d'Arts i Oficis de Sants i l'Escola Superior d'Agricultura de la Mancomunitat de Catalunya, que dirigí des de l'any 1919 fins que se separà del càrrec, l'any 1926, per circumstàncies polítiques. Tanmateix, hi tornà a la dècada dels anys trenta. Poc temps més tard va redactar "L'aptitud econòmica de Catalunya" (1927-1929).
Casat el 1912 amb Carme Cuberta i Aroles varen ser pares de Josep Pi-Sunyer i Cuberta, Carolina Pi-Sunyer i Cuberta, casada amb Jaume Ribas i Surinyach, Nuria Pi-Sunyer i Cuberta casada amb Rossend Carrasco i Formiguera. Morí el 15 de març de 1971 al seu exili de Caracas (Veneçuela).

## Activitat política
Fou escollit diputat a les Corts Espanyoles en les eleccions generals de 1931, esdevenint Ministre de Treball i Planificació Social en el Govern de Diego Martínez Barrio entre l'octubre i el desembre de 1933.
Diputat del Parlament de Catalunya després de les Eleccions al Parlament de Catalunya de 1932, va militar a Esquerra Republicana de Catalunya, partit de què fou president entre els anys 1933 a 1935. Fou nomenat Conseller de Finances de la Generalitat de Catalunya en l'última remodelació del govern provisional de Francesc Macià, i posteriorment l'any 1933 Conseller Delegat i Finances en el govern estaturari de Macià. Així mateix fou alcalde de Barcelona en dos períodes diferents: entre febrer i octubre del 1934, i entre febrer del 1936 i juliol del 1937. Durant la Guerra Civil (1936-1939) fou Conseller de Cultura (1937-1939).
Es va exiliar, primer a França i després a Londres, on va presidir el Consell Nacional de Catalunya (1941-1945), i fou membre del Govern de Generalitat a l'exili. Durant aquesta estada va realitzar una notable obra d'investigació sobre Andrés Bello, Francisco de Miranda i altres emigrats veneçolans a Anglaterra. Restà a Londres fins al 1952, any en què decidí traslladar-se a Caracas, contractat pel Ministerio de Fomento, on va col·laborar a la Comisión Venezolana de Normas Industriales (COVENIN).

## Activitat literària
Professor de la Universitat Central de Veneçuela, romangué a Caracas escrivint sobre els temes històrics iniciats a Londres, així com llibres de literatura, en prosa i en vers, tant en castellà com en català. També continuà treballant en nombroses monografies en català, de caràcter econòmic, social i literari - tal com ja havia fet a Barcelona - a les que afegeix els resultats dels seus estudis d'història veneçolana. Col·laborà en les revistes Boletín de la Academia Nacional de la Historia, Revista Nacional de Cultura, Revista Shell i el Boletín Histórico de la Fundación John Boulton, així com en alguns diaris. Edità el volum "Coses i gent de Caracas" (1958) i algunes monografies com ara Miranda y Casanova (Caracas, 1967), sobre els dos personatges, Francisco de Miranda i Casanova. Guanyà el títol de Mestre en Gai Saber per la seva poesia el 1963 als Jocs Florals de Montevideo.
La major part dels seus escrits van ser publicats de forma pòstuma, començant pel llibre que estava imprimint-se quan morí: El general Robertson, un pròcer de la Independència. És autor també d'Apunts per a la història de la indústria cotonera catalana (1952), El comerç de Catalunya amb Espanya (1939) i d'unes importants memòries.

## Activitat esportiva
Va ser elegit president del Consell Federal de la Federació Catalana de Gimnàstica, antecedent de la Federació Catalana de Gimnàstica, el 10 de desembre de 1932, quan aquesta es va constituir, i va acceptar el càrrec, que pel seu perfil i les seves ocupacions va ser més representatiu que executiu. Va ser president fins que el 1936 la Guerra Civil va acabar paralitzant l'activitat federativa. Durant la seva presidència la Federació Catalana de Gimnàstica es va centrar en la difusió de l'educació física total, que començava per la gimnàstica educativa de formació i continuava amb la gimnàstica esportiva de competició.